# Париж. Город Zомби
«Париж. Город Zомби» (фр. La nuit a dévoré le monde, «ночь сожрала мир») — французский художественный фильм 2018 года, снятый режиссёром Домиником Роше и сочетающий элементы хоррора и драмы об одиночестве человека, выживающего посреди зомби-апокалипсиса. Экранизация романа Мартена Пажа «Ночь пожирает мир».
Мировая премьера фильма состоялась 13 января, французская — 7 марта, в России фильм вышел в прокат 5 июля.

## Сюжет
Действие происходит в Париже XXI века. Молодой человек по имени Сэм приходит к своей бывшей девушке Фанни, чтобы забрать коробку со своими аудиокассетами. У Фанни вечеринка, и она просит Сэма поискать кассеты в дальней комнате. Там Сэм запирается и в итоге засыпает, не слыша, что ночью в квартире раздаются крики и топот. Утром Сэм обнаруживает, что люди, включая Фанни, превратились в зомби и набрасываются на оставшихся в живых.
Сэм остаётся в квартире. Когда он моет пол, с этажа под ним раздаётся выстрел, пробивающий дыру в полу. Сэм расширяет дыру и спускается в нижнюю квартиру, где находит мужчину, застрелившего себя и свою жену. Сэм забирает ружьё. Ему удаётся закрыть дверь подъезда, и он начинает обследовать все квартиры дома. В одной из квартир осталась семья зомби, остальных жильцов нет. Ещё одним «соседом» Сэма становится врач по имени Альфред, ставший зомби, — он сидит в лифте за решёткой. Сэм собирает все полезные припасы, которые он может найти, и обустраивается в одной из пустых квартир, где он находит ударную установку. Как удаётся понять Сэму, зомби на улице ведут себя тихо и почти не передвигаются, однако когда они слышат громкий звук (в том числе игру Сэма на ударных), то бросаются в сторону источника звука.
Проходят недели. Электричество и водопровод в доме уже не работают, Сэм готовит еду на огне в камине, а воду собирает на крыше во время дождя во всевозможные ёмкости. С крыши он не видит никаких выживших людей. Однажды Сэм замечает на улице кошку и, выйдя на улицу, решает приманить её, но его самого чуть не ловят зомби.
Наступает зима. От одиночества и заключённости в ограниченном пространстве Сэм начинает сходить с ума, у него случаются слуховые и зрительные галлюцинации. Он иногда беседует на лестничной клетке с Альфредом, хотя тот хранит молчание. Однажды ночью Сэм просыпается от шума на лестнице. Он стреляет в дверь и, открыв её, обнаруживает молодую девушку, которую ранил дробью. Сэм пытается вылечить девушку, вынимая все дробинки. Он представляет, как девушка выжила и осталась с ним, а затем стала убеждать его, что пора покидать это убежище и по крышам пробираться туда, где не будет зомби.
Однако вскоре Сэм понимает, что это были лишь мечты: девушка умирает от ран. Он находит в её рюкзаке снаряжение для путешествия по крышам. Сэм сжигает свои кассеты и выпускает Альфреда. Однако из-за огня срабатывает сигнализация, и десятки зомби, сломав дверь, устремляются в подъезд в погоню за Сэмом. Ему с трудом удаётся выбраться на крышу и забросить верёвку на соседнюю крышу. Сэм прыгает, сильно ударившись о стену другого дома. Когда он приходит в себя и взбирается на крышу, он видит перед собой крыши домов Парижа, по которым ему теперь предстоит идти дальше.

## В ролях
- Андерс Даниэльсен Ли — Сэм
- Гольшифте Фарахани — Сара
- Дени Лаван — Альфред
- Сигрид Буази — Фанни
- Давид Камменос — Матьё

## Критика
Фильм был представлен на Европейском фестивале дебютантов кино в Анже, Кинофестивале в Жерармере и Роттердамском кинофестивале, где был благожелательно воспринят как публикой, так и профессионалами.
На сайте-агрегаторе Rotten Tomatoes фильм имеет рейтинг 87 % «свежести», на основании 47 рецензий критиков, со средней оценкой 7,1 из 10. На сайте Metacritic фильм набрал 50 баллов из 100, на основе 10 отзывов. На французском киносайте AlloCiné у фильма 3,6 из 5 балла среди критиков (на основе 23 рецензий) и 3,2 из 5 у рядовых зрителей.
Борис Хохлов называет фильм «не самой мейнстримной, но весьма любопытной попыткой скрестить зомби-хоррор и камерную драму об одиночестве», отмечая, что «Роше пытается удержаться на самой грани между жанровым и авторским кино», однако «потенциальным зрителям лучше заранее настраиваться не на зомби-хоррор, а на экзистенциальную драму об одиночестве».